# Оберміхельбах
Оберміхельбах (нім. Obermichelbach) — громада в Німеччині, розташована в землі Баварія. Підпорядковується адміністративному округу Середня Франконія. Входить до складу району Фюрт. Складова частина об'єднання громад Оберміхельбах-Тухенбах.
Площа — 9,28 км2. Населення становить 3326 ос. (станом на 31 грудня 2020).

## Галерея

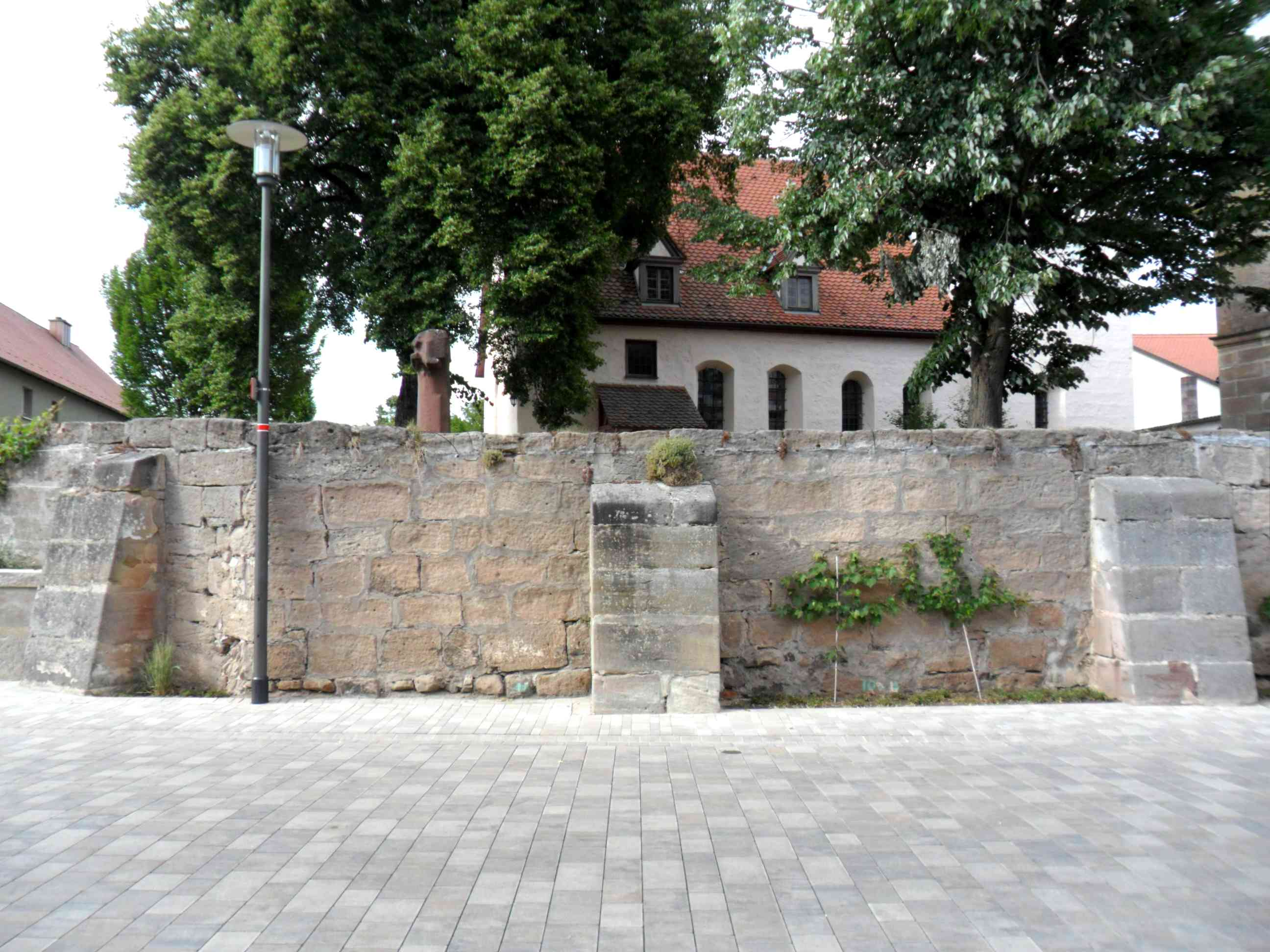
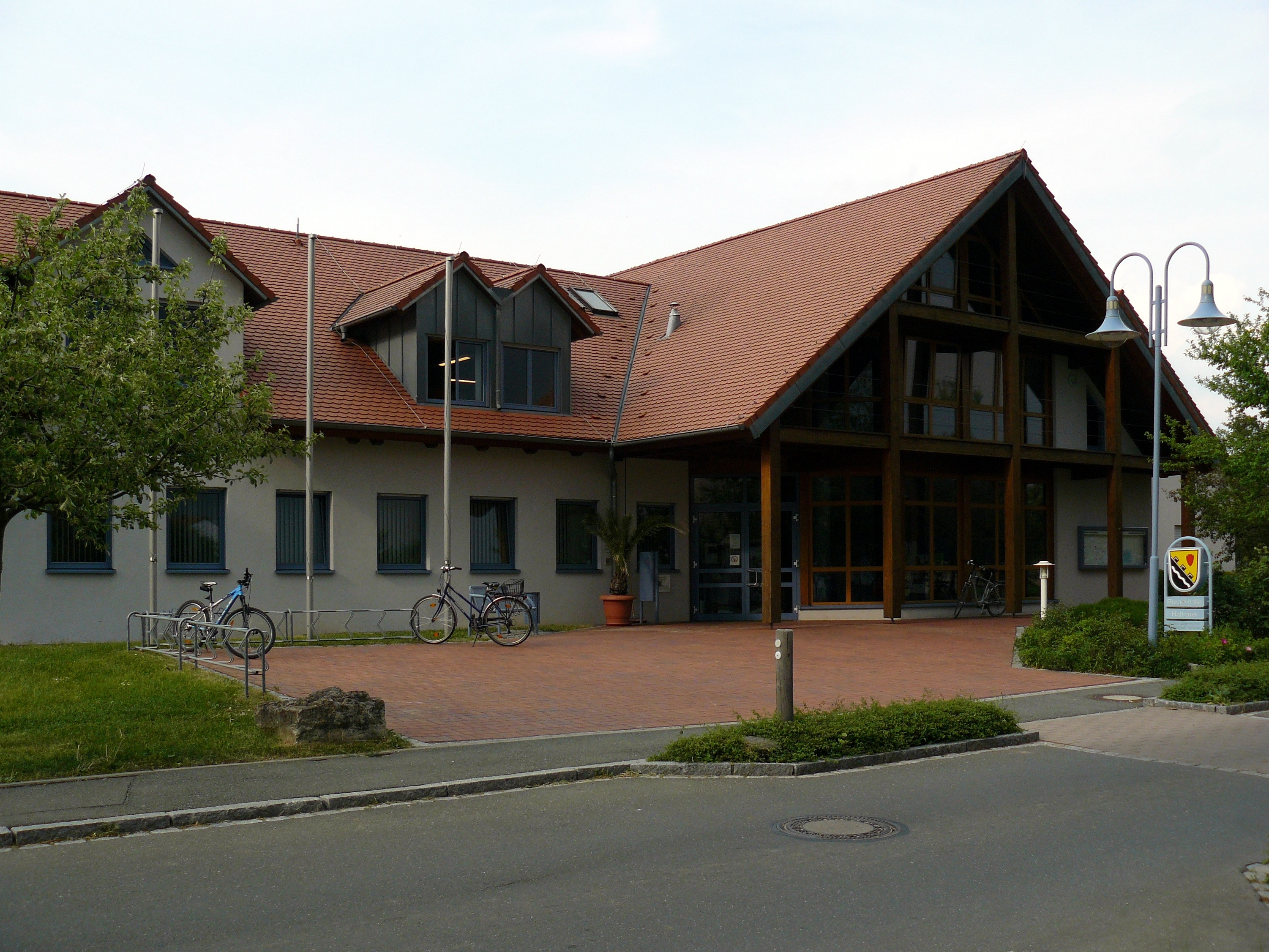
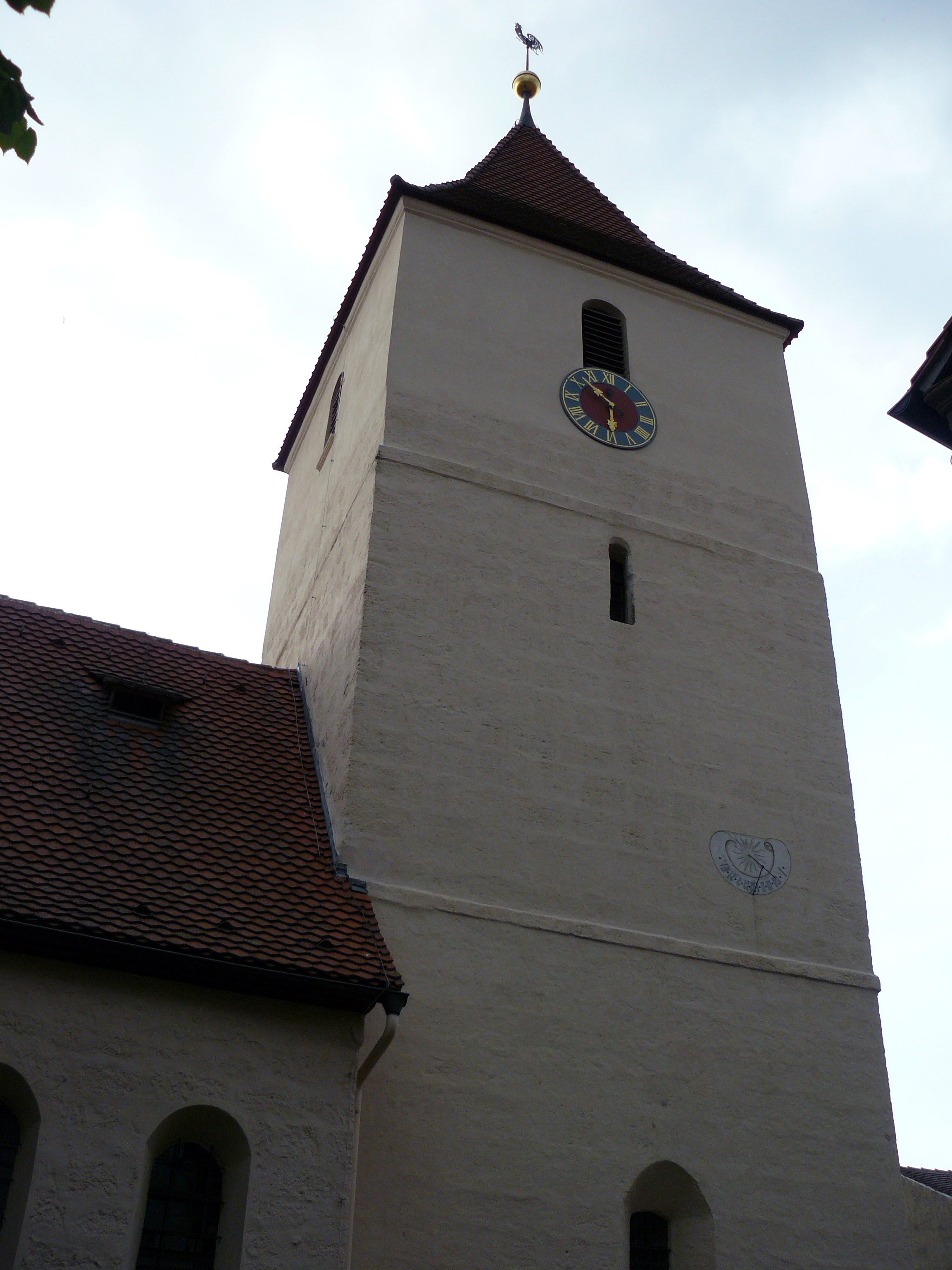